# Druivenkoers 1981
La Druivenkoers 1981, ventunesima edizione della corsa, si svolse il 23 agosto 1981 su un percorso con partenza e arrivo a Overijse. Fu vinta dal belga Rudy Pevenage della Capri Sonne davanti al suo connazionale Roger De Cnijf e al norvegese Jostein Wilmann.

## Ordine d'arrivo (Top 10)
| Pos. | Corridore          | Squadra              | Tempo |
| ---- | ------------------ | -------------------- | ----- |
| 1    | Rudy Pevenage      | Capri Sonne          |       |
| 2    | Roger De Cnijf     | Boston-Mavic         |       |
| 3    | Jostein Wilmann    | Capri Sonne          |       |
| 4    | Ronald De Witte    | Boule d'Or-Sunair    |       |
| 5    | Ad Wijnands        | Ti-Raleigh-Creda     |       |
| 6    | Patrick Pevenage   | DAF Trucks-Cote d'Or |       |
| 7    | William Tackaert   | DAF Trucks-Cote d'Or |       |
| 8    | Louis Luyten       | Vermeer-Thijs        |       |
| 9    | Johan Wellens      | Boule d'Or-Sunair    |       |
| 10   | Roger De Vlaeminck | DAF Trucks-Cote d'Or |       |